# Sárvár Rádió
A Sárvár Rádió egy Sárváron és térségében fogható kereskedelmi rádióállomás, amely 2017.április 5-én indította el sugárzását a 96.5 MHz-es frekvencián. Zenei kínálata főleg mai slágerekből áll, de néha régebbi dalok is felcsendülnek. A nagy hatótávolságú adó miatt Sárvártól távolabbi városokban, például Sombathelyen (Vas Vármegye külső határa) és Szentliszlón (Zala Vármegye) is hallható.

## Műsorai
- Befutópálya
- Blues mesterei
- Civilidő
- Délutáni műszak
- Drukker
- Köz-tér
- Keltető – Sárvári reggel
- Hírösszefoglaló
- Levezető- Zenei Mix
- Köz-tér extra
- Rába-party
- Magyar hang
- Programozó
- Úti cél
- Sárvári panoráma
- Sztároló
- Városháza
- Zenei válogatás